# Theridiosoma lopdelli
Espèce
Theridiosoma lopdelli est une espèce d'araignées aranéomorphes de la famille des Theridiosomatidae.

## Distribution
Cette espèce est endémique des Samoa.

## Publication originale
- Marples, 1955 : Spiders from western Samoa. Journal of the Linnean Society of London, Zoology (Zool.), vol. 42, p. 453-504.